# Краснокурганское сельское поселение
Краснокурганское се́льское поселе́ние — муниципальное образование в Малокарачаевском районе Карачаево-Черкесии Российской Федерации.
Административный центр — село Красный Курган.

## История
Статус и границы сельского поселения установлены Законом Карачаево-Черкесской Республики от 6 марта 2006 года № 13-РЗ «от 24 февраля 2004 года № 84-РЗ «Об административно-территориальном устройстве Карачаево-Черкесской Республики»

## Население
| 2002  | 2010  | 2012  | 2013  | 2014  | 2015  | 2016  |
| ----- | ----- | ----- | ----- | ----- | ----- | ----- |
| 3373  | ↗3932 | ↗3971 | ↘3900 | ↘3886 | ↗3906 | ↘3880 |
| 2017  | 2018  | 2019  | 2020  | 2021  | 2023  | 2024  |
| ↗3881 | ↘3838 | ↗3846 | ↘3822 | ↗4103 | ↘4057 | ↘4042 |
| 2025  |       |       |       |       |       |       |
| ↗4049 |       |       |       |       |       |       |

## Состав сельского поселения
| № | Населённый пункт | Тип населённого пункта       | Население |
| - | ---------------- | ---------------------------- | --------- |
| 1 | Аксу             | посёлок                      | ↘0        |
| 2 | Коммунстрой      | посёлок                      | ↘74       |
| 3 | Красный Курган   | село, административный центр | ↗4029     |